# Eagle Point (Town, Chippewa County)
Die Town of Eagle Point ist eine von 23 Towns im Chippewa County im US-amerikanischen Bundesstaat Wisconsin. Im Jahr 2010 hatte Town of Eagle Point 3053 Einwohner.
Town hat in Wisconsin eine grundlegend andere Bedeutung, als im übrigen englischsprachigen Bereich. Vielmehr entspricht sie den in den anderen US-Bundesstaaten üblichen Townships, die nach dem County die nächstkleinere Verwaltungseinheit bilden.

## Geografie
Die Town of Eagle Point liegt im Westen Wisconsins und wird im Westen vom Lake Wissota und dem Chippewa River begrenzt. Dessen Mündung in den die Grenze zu Minnesota bildenden Mississippi befindet sich rund 120 km südwestlich.
Die Koordinaten der geografischen Mitte der Town of Eagle Point sind 45°1′14″ nördlicher Breite und 91°21′30″ westlicher Länge. Sie erstreckt sich über eine Fläche von 172,4 km², die sich auf 159 km² Land- und 13,4 km² Wasserfläche verteilen. 
Die Town of Eagle Point liegt im westlichen Zentrum des Chippewa County und grenzt an folgende Nachbartowns:
| Town of Bloomer                 | Town of Cleveland                           | Town of Estella Town of Arthur |
| Town of Woodmohr Town of Tilden | Kompassrose, die auf Nachbargemeinden zeigt | Town of Anson                  |
|                                 | City of Chippewa Falls                      | Town of Lafayette              |

## Verkehr
Entlang des Chippewa River verläuft der Wisconsin State Highway 178 durch das Gebiet der Town of Eagle Point, die im Norden durch den Wisconsin State Highway 64 begrenzt wird. Alle weiteren Straßen sind untergeordnete Landstraßen oder teils unbefestigte Fahrwege.
In Nord-Süd-Richtung verläuft für den Frachtverkehr eine Linie der Union Pacific Railroad.
Der nächste Flughafen ist der Chippewa Valley Regional Airport in Eau Claire (rund 35 km südwestlich).

## Bevölkerung
Nach der Volkszählung im Jahr 2010 lebten in der Town of Eagle Point 3053 Menschen in 1211 Haushalten. Die Bevölkerungsdichte betrug 19,2 Einwohner pro Quadratkilometer. In den 1211 Haushalten lebten statistisch je 2,52 Personen. 
Ethnisch betrachtet setzte sich die Bevölkerung zusammen aus 98,6 Prozent Weißen, 0,1 Prozent Afroamerikanern, 0,1 Prozent amerikanischen Ureinwohnern sowie 0,4 Prozent Asiaten; 0,7 Prozent stammten von zwei oder mehr Ethnien ab. Unabhängig von der ethnischen Zugehörigkeit waren 0,2 Prozent der Bevölkerung spanischer oder lateinamerikanischer Abstammung. 
21,4 Prozent der Bevölkerung waren unter 18 Jahre alt, 63,0 Prozent waren zwischen 18 und 64 und 15,6 Prozent waren 65 Jahre oder älter. 49,4 Prozent der Bevölkerung war weiblich.
Das mittlere jährliche Einkommen eines Haushalts lag bei 70.867 USD. Das Pro-Kopf-Einkommen betrug 28.197 USD. 4,7 Prozent der Einwohner lebten unterhalb der Armutsgrenze.

## Ortschaften in der Town of Eagle Point
Auf dem Gebiet der Town of Eagle Point liegen neben Streubesiedlung folgende gemeindefreie Siedlungen: 
- Eagle Point
- Eagleton